# Croton socotranus
Croton socotranus là một loài thực vật có hoa trong họ Đại kích. Loài này được Balf.f. mô tả khoa học đầu tiên năm 1884.